# 映画 プリキュアミラクルリープ みんなとの不思議な1日
『映画 プリキュアミラクルリープ みんなとの不思議な1日』（えいが プリキュアミラクルリープ みんなとのふしぎないちにち）は、2020年10月31日に公開されたアニメ映画。
キャッチコピーは「わたしたち、はじめまして！・・・じゃないんです！」。

## 概要
プリキュアシリーズのクロスオーバー作品としては13作目で、また同シリーズの映画作品としては通算28作品目に当たる。2019年10月19日に公開された『映画 スター☆トゥインクルプリキュア 星のうたに想いをこめて』上映後の特報で制作が発表された。2017年春公開の『映画 プリキュアドリームスターズ!』以降の春の作品と同様に、本作品でも現役・前作・前々作の3作品（本作品では『ヒーリングっど♥プリキュア』・『スター☆トゥインクルプリキュア』・『HUGっと!プリキュア』）による競演作というコンセプトが踏襲されている。
本作品のゲスト声優として、物語の鍵を握る精霊ミラクルン役には声優初挑戦となる子役の稲垣来泉が起用され、敵のリフレイン役には声優の平田広明がシリーズ初出演となる。2人の起用に関して監督の深澤敏則とプロデューサーの内藤圭祐はコメントの中で、リフレインについては「リフレインが醸し出す哀愁や心の機微を表現できるのは平田さんしかいない、平田さんならではの強さだけではない格好よさにも期待してください」、ミラクルンについては「可愛くて、守ってあげたくなるキャラクターを目指している。子供たちにも親近感を覚えてもらえるように稲垣さんをゲストとしてお迎えさせていただいてもらいました」と語っている。この他テレビシリーズの制作局である、当時朝日放送テレビのアナウンサー・ヒロド歩美も本人役で出演する。
本作品でもミラクルライトによる鑑賞者参加型システムは継続、ゲストキャラのミラクルンをモチーフにした「ミラクルンライト」が児童客に配られる。
当初は2020年3月20日に公開予定だったが、2020年初頭より国内外で感染が拡大した2019新型コロナウイルスの影響により、本作品も上記の日程に決定するまでに2度にわたって公開日が延期された。まず3月14日に延期が発表され、その後5月16日公開と発表された。続いて4月27日に2度目の延期が発表され、その後、2020年7月10日に上記日程が発表された際、通常秋に公開のシリーズ単作映画である『映画 ヒーリングっど♥プリキュア』も2021年公開予定で制作することも併せて告知された。
この上映延期に伴い、当初の公開予定日であった3月20日の17時30分より、映画公式Twitterアカウントおよびプリキュアシリーズ公式YouTubeチャンネルにおいて、Web特別番組の配信が実施された。番組内容は出演声優の悠木碧・依田菜津・河野ひより・成瀬瑛美・引坂理絵の5人が作品に込めた思いやアフレコの裏話を語るトークパート、映画本編の冒頭映像、そしてプレゼント企画や重大発表などで構成されている。また、当初の公開予定代替日であった5月16日までのカウントダウン企画として、『映画 ふたりはプリキュア Max Heart』から『映画 プリキュアスーパースターズ!』までの歴代映画24作品の無料配信も、3月20日から5月15日まで実施された。前述のとおり映画の公開は延期されたが、アニメ絵本（後述）は当初の予定通りに発売されており、上映前に結末の部分が先行公開されることとなった。
公開延期や新型コロナウイルス感染症の感染拡大を防ぐ都合もあり、本来なら映画冒頭でミラクルライトに関する説明パートが設けられるところを、冒頭で声援やミラクルライトを使用しないよう呼びかける旨の文章を表示した上で、キュアグレースとラテ、そして作中には未登場のキュアアース（声：三森すずこ）による鑑賞の注意に変更されている。またミラクルライトについては、公開日と同日にYouTubeで配信された「『映画プリキュアミラクルリープ みんなとの不思議な1日』ミラクルンライトで遊ぼう！」の画面上で使用する形式が採られた。上記ミラクルライトの説明パートの他、作中においてもコロナ禍の影響に伴い、台詞や一部箇所の変更も発生している。後にリリースされたBlu-ray・DVDでは修正前の「オリジナルバージョン」が収録されているが、公開時に使われた鑑賞上の注意も映像特典という形で収録されている。
本作以降、2023年9月公開の『映画 プリキュアオールスターズF』まで約3年間クロスオーバー映画の制作は休止されていた。また、ミラクルライトの配布についても本作をもって一旦中止され、『F』で配布が再開される以前に公開された作品では別の入場者特典に変更されていた。

### 興行成績
2020年10月31日・11月1日の初日2日間に全国239スクリーンで公開された。9万7000人を動員し興収1億800万円を記録、映画観客動員ランキング（興行通信社調べ）で初登場第3位に入った。この値は、過去のプリキュアシリーズのクロスオーバー映画の中で最も低い数値となっている。同様に最終興収も前述したコロナ禍による影響や既に公開が始まっていた『劇場版 鬼滅の刃 無限列車編』の記録的大ヒットなどもあり、3億9000万円と例年に比べ低水準に留まる結果となった。
その一方、映画レビューサービス「Filmarks」の初日満足度ランキングでは3.81で第3位にランクインしている。

## ストーリー
ある土曜日、のどかがちゆ、ひなたと宿題を終わらせた後に花見に出かけようとすると、「明日」をつかさどる精霊ミラクルンが「昨日」をつかさどる精霊リフレインに追われているのを見かける。のどかたちはプリキュアとなってミラクルンを助けようと戦い、HUGっと!プリキュア・スター☆トゥインクルプリキュアの協力もあって何とか危機を脱する。
しかし、「永遠に明日がこない世界」にしようともくろむリフレインの力によって時間が巻き戻ってしまい、のどかたちは永遠に「明日」が来ない、「今日」を繰り返す世界に閉じ込められてしまう。のどかたちは協力し合ってミラクルンを守り、「明日」に進むため奮闘することになる。

## 登場キャラクター

### ヒーリングっど♥プリキュア
プリキュア
作中に登場するメインキャラクターは、当初の公開予定日（2020年3月20日）時点でテレビシリーズに登場済みの初期メンバー3人、およびヒーリングアニマル4匹のみ。
花寺 のどか（はなでら のどか） / キュアグレース
声 - 悠木碧
沢泉 ちゆ（さわいずみ ちゆ） / キュアフォンテーヌ
声 - 依田菜津
平光 ひなた（ひらみつ ひなた） / キュアスパークル
声 - 河野ひより
ヒーリングアニマル
ラビリン
声 - 加隈亜衣
ペギタン
声 - 武田華
ニャトラン
声 - 金田アキ
ラテ
声 - 白石晴香
プリキュアの家族
花寺 たけし（はなでら たけし）
声 - 花輪英司
花寺 やすこ（はなでら やすこ）
声 - 村井かずさ
平光 ようた（ひらみつ ようた）
声 - 逢坂良太

### スター☆トゥインクルプリキュア
プリキュア
星奈 ひかる（ほしな ひかる） / キュアスター
声 - 成瀬瑛美
羽衣 ララ（はごろも ララ） / キュアミルキー
声 - 小原好美
天宮 えれな（あまみや えれな） / キュアソレイユ
声 - 安野希世乃
香久矢 まどか（かぐや まどか） / キュアセレーネ
声 - 小松未可子
ユニ / キュアコスモ
声 - 上坂すみれ
クロスオーバー作品では本作品が初登場となる。
宇宙妖精
フワ
声 - 木野日菜
本作品でも成長した姿で登場。
プルンス
声 - 吉野裕行

### HUGっと!プリキュア
プリキュア
野乃 はな（のの はな） / キュアエール
声 - 引坂理絵
薬師寺 さあや（やくしじ さあや） / キュアアンジュ
声 - 本泉莉奈
輝木 ほまれ（かがやき ほまれ） / キュアエトワール
声 - 小倉唯
愛崎 えみる（あいさき えみる） / キュアマシェリ
声 - 田村奈央
ルールー・アムール / キュアアムール
声 - 田村ゆかり
妖精
はぐたん
声 - 多田このみ
ハリハム・ハリー
声 - 野田順子（ハムスター体） / 福島潤（人間体）

### 本作品のゲストキャラクター
ミラクルン
声 - 稲垣来泉
「明日」をつかさどる少女型の小さな精霊で、ミラクルライトを生み出す能力を持つ。「ミラミラ」としか喋れないが、ラテと同じように聴診器を使うことで意思の疎通ができるようになった（ただし、ミラクルライトによるものか聴診器なしでも喋る場面がある）。その正体は「すこやか市」の小学校の旧校舎にある桜に宿る精霊。
ヒロド歩美
声 - ヒロド歩美（当時朝日放送テレビアナウンサー、本人役）
アナウンサー。たけしが見ている朝の情報番組の司会を務めている。

### 過去作品のキャラクター
P.P.アブラハム
声 - 青山穣
『スター☆トゥインクルプリキュア』に登場する、地球では映画監督として活動している宇宙人。ヒロド司会の番組にゲストとして出演、次回作の構想などを語った。
春日野 うらら（かすがの うらら）
『Yes!プリキュア5・5GoGo!』の登場人物。本作品ではあくまでもプリキュア（キュアレモネード）としての出演ではなく、アブラハムの次回作の主演女優としてテレビ番組の1シーンで顔写真が映し出された。
北条 まりあ（ほうじょう まりあ）
『スイートプリキュア♪』に登場する北条響（キュアメロディ）の母でヴァイオリニスト。前述のうららと同じく、アブラハムの次回作の劇伴音楽担当として、テレビ番組のシーンで顔写真が映し出された。右がまりあ、左がうらら。
上記以外にも、オープニングなどで過去作品の主だったキャラクターが脇役という形で登場（『魔法つかいプリキュア!』の長瀬まゆみ・勝木かな・三毛猫、『キラキラ☆プリキュアアラモード』の神楽坂りさ・光岡じゅんこ、『スマイルプリキュア!』第33話ゲストキャラの深澤監督など、いずれも台詞はなし）するほか、クライマックスシーンでは『アラモード』以前の歴代プリキュアたちの集合図が、イメージカットという形で登場する。

### 本作品の敵
リフレイン
声 - 平田広明
本作品における事件の首謀者で、「昨日」を司る男性型の精霊。白色の長髪に色白の肌が特徴で、額には奇っ怪な模様が施されている。白を基調としたマント付きの衣装を着用している。一人称は「わたし」。
基本的には紳士的な人物として振る舞い、誰にでも敬語を用いて接する。その一方で、目的を成すためならば手段を選ばず、非道な行為にも手を染める危険な思想も合わせもつ。
永遠に明日が来ない世界を理想とし、自分の周辺の時間を何度も繰り返す行動に出る。また、その目的を何度も阻んでくるミラクルンを捕まえようとしたため、プリキュアと敵対することになる。
その正体は、のどかの母・やすこがかつて通っていた「すこやか市」の小学校の旧校舎の時計に宿っていた精霊である。かつて土曜日の授業が午前中で終わり（半ドン）、下校する子供たちの活気溢れる声を懐かしんでおり、また旧校舎が解体されることを知って、それを阻止するべく「永遠に明日が来ない世界」を作ろうと目論むようになった。
プリキュアを数人同時に相手にしても圧倒できる戦闘能力をほこり、特殊な能力を使って多彩な攻撃を繰り出してくる。また、同じ時間を繰り返す能力を宿している。
序盤では、ミラクルンを追う形でプリキュアたちの前に出現し、ミラクルンを守ろうとする彼女たちを退けるために手下モンスターを使役し、持ち前の戦闘能力でプリキュアを圧倒してミラクルンを捕らえた後、自身の能力を駆使してプリキュアたちを過去の時間へと追いやる。
終盤では、何度も自分に挑んでくるプリキュアを始末するために最終形態へと変貌し、その強大な力でプリキュアを窮地へと陥れる。しかし、ミラクルンたちの応援によってキュアグレースがスーパーグレースへと覚醒したことで状況が一変し、彼女との激しい一騎討ちの末、最後はスーパーグレースの浄化技である「プリキュア・ヒーリングタイム・リベレーション」を受けてかつてのことを思い出し、心を癒される。浄化された後は本来の姿に戻り、やすこたちが旧校舎の解体を取り止めるよう説得に行くことを知り、ミラクルンと平穏に過ごす様子が描写された。
当初はスキンヘッドの筋肉質のキャラにする構想であったが、社内で全否定を受けたため、現在のキャラクターデザインになったという逸話がある。
最終形態
リフレインがプリキュアとの最終決戦で披露した姿。骨の模様がある漆黒の巨大な怪物へと変貌し、頭部には2本の角を生やし、背中には白色の体毛が生えている。
通常の姿よりも格段に戦闘能力が上がり、プリキュアたちを圧倒できるほどの攻撃を放つ。

小モンスター、中モンスター
声 - 下山吉光、越後屋コースケ、田中健大、吉田ウーロン太、後藤光祐
リフレインが手下として召喚・使役するモンスターたち。いずれも時計を彷彿とさせる顔が特徴で、青色、緑色、紫色等の個体が存在する。「チク」「タク」または「チクタク」という言葉で話す。
ミラクルンを捕らえるという役割の他、リフレインがプリキュアと交戦する際に呼び出される。また、合体すると「中モンスター」へと進化することができる。

## 作品用語
ミラクルンライト
本作品におけるミラクルライト。本作品のゲストキャラクター・ミラクルンをモチーフにしており、ピンク色の蛍光部はミラクルンの頭部、本体部はミラクルンの胴体部をそれぞれイメージしている。
ミラクルンの能力によって生み出されるライトで、明日へ進ませる力を秘めている。リフレインの力に打ち勝つためにはより多くのライトの光を要するが、ライトを生み出す量はミラクルンの体力に左右される。
スーパーグレース
本作品における強化形態（スーパープリキュア）となったキュアグレース。最終盤で他のプリキュアたちが持つミラクルンライトの光の力によってグレースがパワーアップしており、コスチュームはミラクルンの姿を元にした桜をモチーフにしたものとなっている。
リフレインと1対1で戦い、最後は通常のプリキュア・ヒーリングフラワーの強化版であるプリキュア・ヒーリング・タイムリベレーションでリフレインを浄化した。
KAORU'S Doughnut Cafe（カオルズドーナツカフェ）のドーナツ
『フレッシュプリキュア!』に登場したドーナツ。ようたが宿題をしているのどか、ちゆ、ひなたの3人に差し入れで持ってきた。
Mofu Mofu Bakery（モフモフベーカリー）のイチゴメロンパン
『魔法つかいプリキュア!』に登場したメロンパン。のどかの家のダイニングキッチンにある冷蔵庫に1つだけ残されていた。

## スタッフ
- 製作 - 高木勝裕、村松秀信、西出将之、垰義孝、野田孝寛、許田周一、木下直哉
- 企画 - 内藤圭祐、田中昴
- 原作 - 東堂いづみ
- 監督 - 深澤敏則
- 脚本 - 村山功
- 音楽 - 寺田志保
- 音楽特別協力 - 林ゆうき、橘麻美
- オリジナルキャラクターデザイン - 川村敏江、高橋晃、山岡直子
- キャラクターデザイン・作画監督 - 板岡錦
- オリジナル美術デザイン - 西田渚
- 美術デザイン・美術監督 - 渡辺佳人
- CGディレクター - 大曽根悠介
- 色彩設計 - 佐久間ヨシ子
- 撮影監督 - 高橋賢司
- 編集 - 麻生芳弘
- 録音 - 林奈緒美
- 音響効果 - 石野貴久
- 制作担当 - 堀越圭文
- アニメーション制作 - 東映アニメーション
- 制作 - 映画プリキュアミラクルリープ製作委員会（東映アニメーション、東映、ABCアニメーション、バンダイ、ADKエモーションズ、マーベラス、木下グループ）
- 配給 - 東映

## 主題歌
本作品においてはオープニング・エンディング共に『ヒーリングっど♥プリキュア』の曲をそのまま使用している。
オープニングテーマ「ヒーリングっど♥プリキュア Touch!!」
作詞 - こだまさおり、作曲 - 高取ヒデアキ、編曲 - 籠島裕昌、歌 - 北川理恵
フルサイズ相当で使用し、1番で『ヒーリングっど』のOPを流用しつつ新規映像を挿入、2番で『HUGっと』『スター☆トゥインクル』のメンバーが登場する新規シーンを描きながら両作品のOPからの映像を一部流用している。
エンディングテーマ「ミラクルっと♥Link Ring!」
作詞 - eNu、作曲 - 大橋莉子、編曲 - KOH、歌 - Machico
『ヒーリングっど』でのダンスをそのまま使用しているが、『HUGっと』『スター☆トゥインクル』のプリキュア達が加わったダンスに変更されている。
テーマソング/挿入歌「Circle Love〜サクラ〜」
作詞 - マイクスギヤマ、作曲・編曲 - 三好啓太、歌 - 北川理恵
イメージソング「若葉のころ」
作詞 - マイクスギヤマ、作曲・編曲 - 石塚玲依、歌 - Machico

## 関連商品
- 音楽CD『『映画プリキュアミラクルリープ みんなとの不思議な1日』テーマソングシングル』（マーベラス/ソニー・ミュージックマーケティング、2020年10月28日発売、CD+DVD盤MJSS-09259〜60、通常盤MJSS-09261）
  - CD+DVD盤同梱DVDには予告編映像、エンディングダンスとミラクルンライトのレッスンムービーを収録。
- 音楽CD『『映画プリキュアミラクルリープ みんなとの不思議な1日』 オリジナル・サウンドトラック』（マーベラス/ソニー・ミュージックマーケティング、2020年10月28日発売、MJSA-01283）
- DVD/BD『映画 プリキュアミラクルリープ みんなとの不思議な1日』（マーベラス/ポニーキャニオン、2021年2月17日発売[20]）
  - DVD特装版（PCBX-51849）/DVD通常版（PCBX-51850）/Blu-ray特装版（PCXX-50176）
  - 日本語字幕付、ピクチャーレーベル仕様。本編は上述の通り「オリジナルバージョン」を収録。通常版は名場面ブロマイド3枚セットを同梱。特装版は、映像特典としてノンテロップOP/ED、本編映像を使用した「Circle Love〜サクラ〜」のスペシャルミュージッククリップ、劇場公開時に使われたプリキュアからのお知らせ映像、ミラクルンライトのレクチャームービー、「ミラクルっと♥Link Ring」のダンスムービー、TVスポット&予告集を収録、オリジナルバージョン特別上映会のチケット抽選申込券、名場面ブロマイド10枚セット、スペシャルブックレットを同梱。
- アニメ絵本『映画プリキュアミラクルリープ みんなとの不思議な1日』（講談社、2020年3月21日発売、ISBN 978-4-06-519192-7[29]）
- 玩具『エレメントボトル〜ミラクルリープver.〜』（バンダイ、2020年3月14日発売[30]）
  - 物語終盤で登場する、スーパーグレースが用いるエレメントボトルの商品化。映画ガイドが書かれたシートが付属。

### オリジナルサウンドトラック
2020年10月28日に発売された本作品のサウンドトラック。当初は映画公開日以降の4月1日に発売予定だったが、公開延期を受けてCDの発売も延期された。劇中で使われる寺田志保（一部楽曲は林ゆうきと橘麻美による）によるBGMと主題歌の映画サイズバージョンを収録している。
1. ミラクルンがやってきた
2. ペギタン救出作戦
3. ヒーリングっど♥プリキュア Touch!!（映画サイズ）
4. のどかの朝
5. ひかるとの出逢い
6. はなと楽しい仲間たち
作曲：林ゆうき
7. リフレイン現る
8. スタート！プリキュア・オペレーション!
9. モンスター対プリキュア
10. 必死の激闘
11. ミライクリスタル！ハート、キラッと！!
作曲：林ゆうき
12. スターカラーペンダント！カラーチャージ！（クインテット・ヴァージョン）
歌：キュアスター（CV：成瀬瑛美）、キュアミルキー（CV：小原好美）、キュアソレイユ（CV：安野希世乃）、キュアセレーネ（CV：小松未可子）、キュアコスモ（CV：上坂すみれ）
作詞：東堂いづみ、作曲・編曲：林ゆうき
13. プリキュア・流星のごとく
作曲：林ゆうき、橘麻美
14. ダークライトの脅威
15. 巻き戻る時間
作曲：林ゆうき
16. 夢じゃない!?
17. 今日は昨日のくり返し
18. おぼえてないの？
19. 不思議な1日の中で
20. 時間の精霊
21. リフレインふたたび
22. 変身のとき
23. 対決！リフレイン
作曲：林ゆうき、橘麻美
24. リフレインの怒り
25. 明日への約束
26. 決意の朝
27. 明日を取り戻すために
28. プリキュア集合！
29. 天翔るプリキュア
作曲：林ゆうき、橘麻美
30. 3人の力を合わせて
31. そびえ立つ絶望
作曲：林ゆうき、橘麻美
32. ミラクルンライトが照らす明日
33. Circle Love〜サクラ〜（映画サイズ）
34. 未来は思い出とともに
35. ミラクルっと♥Link Ring!（映画サイズ）

## コラボレーション企画
『魔進戦隊キラメイジャー エピソードZERO』
2020年2月8日に公開された映画。同作品のエンディングにて、本作品に登場するプリキュアがゲスト出演。スーパー戦隊シリーズと直近3世代のプリキュアシリーズ作品との映画での共演は初の試みで、エンディングでは『スター☆トゥインクルプリキュア』後期EDの『教えて...!トゥインクル☆』のダンス映像にキラメイジャーが登場してともにダンスを踊るほか、スター☆トゥインクルプリキュアの5人とキュアグレース・キュアエールがアニメ映像から飛び出す形で、キラメイジャー・リュウソウジャー・ルパンレンジャー・パトレンジャーとともに『リュウソウジャー』ED「ケボーン!リュウソウジャー」のケボーンダンスを披露する。
第31回 マイナビ 東京ガールズコレクション 2020 AUTUMN/WINTER ONLINE
2020年9月5日開催のファッションイベント。同イベントとのコラボレーション企画として、ブラインド缶バッジやアクリルジオラマなど、新規描き下ろしのイラストを用いたグッズが発売された。グッズ販売は東映アニメーションオンラインショップ、並びにPRECURE×TGC ONLINE STOREでの予約販売がイベント当日より開始された他、年内にはプリティストア各店舗での店頭販売も実施予定であることもアナウンスされた。また、同イベント開催当日は、イラストがプリントされたアイテムをコーディネートに取り入れたスタイルでモデルがランウェイを歩くコラボステージも行われた。